# バッドフィンガー
バッドフィンガー（英語: Badfinger）は、ウェールズのスウォンジー出身ピート・ハムと、イングランドのリヴァプール出身トム・エヴァンズを中心として結成されたロックバンド。

## バンドの歴史

### パンサーズ、アイヴィーズ期
バッドフィンガーの前身となるパンサーズ (The Panthers) は1961年に結成された。その後、アイヴィーズ (The Iveys) と名前を変えて活動中にマル・エヴァンズに認められ、1968年11月にアップル・レコードからデビュー・シングル「メイビー・トゥモロウ」を発表。しかし、この曲は翌1969年にオランダのヒット・チャートで15位を記録するものの、全英シングルチャート入りを逃し、全米でも67位止まりだった。
そして、1969年のファースト・アルバム『メイビー・トゥモロウ』はイタリア、西ドイツ、日本でしかリリースされず、売り上げも芳しくなかった。アメリカおよびイギリスでの発売が見送られた理由は、当時アップルの新社長に就任したばかりのアラン・クレインが会社の財政状況を調査し終えるまですべての非ビートルズ作品のリリースを延期したためである。これにより発売時期を逃した同作品は上記3カ国以外でリリースされず、1990年代に再発されるまでコレクターズ・アイテムとなっていた。

### バッドフィンガー期

#### アップル・レコード時代
1969年、アイヴィーズは再出発をはかるにあたり、ジ・アイヴィー・リーグとの混同を避けるべく、改名されることとなった。ポール・マッカートニーは「The Cagneys」と「Home」を、ジョン・レノンは「Prix」と「The Glass Onion」を、ニール・アスピノールはビートルズのナンバー「ウィズ・ア・リトル・ヘルプ・フロム・マイ・フレンズ」の当初の名前である｢バッドフィンガー・ブギ｣より名をとった「バッドフィンガー」を提案。このうち、ニールの案が採用された。
バッドフィンガー名義のファースト・アルバム『マジック・クリスチャン・ミュージック』のレコーディング中、1969年8月のセッションを最後にロン・グリフィスがバンドを去り、残りの曲ではトム・エヴァンズがベースを弾いた。そして、アルバム完成後には新ギタリストにジョーイ・モーランドを加えて、バンドは再編成された。
ビートルズの弟分的存在として、1969年末にリンゴ・スター出演の映画『マジック・クリスチャン』のテーマ曲｢マジック・クリスチャンのテーマ｣（作詞・作曲はポール・マッカートニー）で再デビューを果たす。同曲は1970年にアメリカ盤シングルも発売され、Billboard Hot 100のTop10に入るヒットとなった。そして1970年にリリースされたファースト・アルバム『マジック・クリスチャン・ミュージック』は英米でリリースされなかったアイヴィーズのアルバムから7曲を再収録した。
1970年にはセカンド・アルバム『ノー・ダイス』をリリース。「嵐の恋」がシングル・カットされ、Billboard Hot 100の8位にまで上昇する。また、1972年と1994年にハリー・ニルソンとマライア・キャリーによって大ヒットとなる「ウィズアウト・ユー」が収録されているのもこのアルバムである。
1970年に最初のアメリカ・ツアーに備えて、バンドはスタン・ポリーという当時ニューヨークで評判の良かったマネージャーを雇い入れる。しかし実際は犯罪組織とつながりがあり、何よりバッドフィンガーにとって不利益となる支払協定がメンバーの承諾なしに織り込まれた契約であった。
バンドは人気の上昇にともないアップル関係の多くのセッションに参加。ジョージ・ハリスンの『オール・シングス・マスト・パス』、リンゴ・スターのシングル「明日への願い」ではバック・ボーカルを提供。トムとジョーイはジョン・レノンのアルバム『イマジン』でもプレイしている。そして4人のメンバー全員が1971年8月にバックアップ・ミュージシャンとしてジョージ・ハリスンのバングラデシュ・コンサートに参加している。
1971年には3枚目のアルバム『ストレート・アップ』をリリース。プロデュースは ジョージ・ハリスンとトッド・ラングレン。代表曲「デイ・アフター・デイ」が収録されており、彼らの商業的に最も成功したアルバムである。後に米誌Goldmineは廃盤アルバムの読者投票で最も人気の高かったアルバムとしてCDでのリリースを促した。
しかし、ビートルズ解散後のアップル・レコードは財政的に非常に混沌としていて、スタンが新たなレコードレーベルを捜しているのをアップルの社長アラン・クレインは知っており当然ながら両者の関係は良くなかった。
1972年のイギリスツアーの途中、マイクが一時脱退。ドラムスにロッド・スタウィンスキを迎え、残るイギリスツアーとアメリカツアーを行った。ツアー後、マイクが復帰。
バッドフィンガーの4枚目にしてアップルでの最後のアルバム『アス』のセッションは1972年9月にアップルの地下スタジオで始まり、5つのレコーディングスタジオで9カ月に渡り続いた。 その間、スタンはワーナー・ブラザースとの間で百万ドル以上に及ぶというレコーディング契約を交渉している。
新レーベルでのアルバムのリリースはアップルから合法的な処置で妨害されている。アルバム『アス』はアメリカでは1973年にリリースされたが、本国イギリスではクオリティの問題や契約に関するごたごたなどの理由で遅らされ1974年5月にやっとリリースされている。
ワーナー・ブラザースで1974年に2枚のアルバムをリリースする契約だったため、バンドは本国イギリスで1年の間で2つのレーベルから3枚のアルバムをリリースすることとなった。結果的にあまりプロモーションもされずじまいでセールスは伸び悩んだ。また、アップルはバンドをロバに見立て巨大なニンジン（ワーナーとの巨額な契約）につられるという皮肉的な絵をこのアルバムのジャケットに使用し、タイトルも『Ass（ロバ）』とした。

#### ワーナー・ブラザース時代
『アス』セッションが終了した6週間後に、バンドは彼らの最初のワーナーからのリリースのためスタジオに入った。そのアルバム『涙の旅路（原題:Badfinger）』からの「Love Is Easy（イギリス）」、「I Miss You（アメリカ）」のシングルは、チャートに達しなかった。しかしバンドは数回のアメリカ・ツアーの結果、何とかアメリカのファンのサポートを維持する。
最後のアメリカ・ツアーに続いてバンドはコロラドのCaribou Ranchレコーディング・スタジオにて『素敵な君（原題:Wish You Were Here）』をレコーディングする。ローリング・ストーン誌などのアルバム・レビューでは『素敵な君』に対しなかなか好意的であった。
しかしバンド管理と金銭を中心とした内部の摩擦は2、3年間の間にバンド内で膨張し続けていく。ジョーイの妻はスタンとの完全な契約破棄を進言するも他のメンバー、特にピートを説得するには至らなかった。
バンドが1974年10月のイギリス・ツアーのためリハーサルを始めるすぐ前にピートは突然バンドを脱退する。一時、「ギタリスト/キーボード奏者」のボブ・ジャクソンが彼の後任となるが、1974年のツアーが始まるすぐ前にピートは再びバンドに加わる。その時ボブはフルタイムの「キーボード奏者」として残ることとなった。ツアーの後に、それらの管理状況で意見の不一致についてバンドを辞めたのは結局ジョーイであった。
ピート、トム、ボブ、およびマイクは、『素敵な君』がリリースされたすぐ後に次のアルバムをレコーディングするために再び集まった。アルバム『Head First』は1974年12月のアップル・スタジオにて2週間でレコーディングされた。ワーナー・ブラザースの出版事業部は、バッドフィンガー・エンタープライズInc.（グループの管理会社）とスタンに対して訴訟を準備していたため、『Head First』のテープを受け入れるのを拒否した。ボブは1974年12月15日にエンジニアのフィル・マクドナルドによって終了したラフミックスのコピーを保有したが、このテープは2000年の『Head First』リリースのベースとなったものである。
1974年12月にバッドフィンガー・エンタープライズInc.に対してワーナー・ブラザースの出版事業部によって訴訟が着手される（1979年のカリフォルニア法廷まで継続）。問題はスタンが管理していたアメリカにおける10万ドルの消滅であった。 ワーナー・ブラザースがお金の存在に関して尋ねるも、スタンはこの要求を拒否。これによりワーナー・ブラザースによるバッドフィンガーに係るリリースが一切止められ、1975年前半にはレコード店の棚から全て引き上げられる。
バンドとスタンとの契約ではバッドフィンガー・エンタープライズInc.に対するロイヤリティがスタンによってコントロールされた会社に全て入ることになっていた。またメンバーに対する給料はその会社から支払われていたが、それらは収益に対し酷く不充分なものであった。
ワーナー・ブラザース訴訟が起こされたすぐ後に、スタンは給料をバンドのメンバーに送金するのを中止する。このことは極貧の財政状況であったピートを苦しめた。
絶望のあまりピートは、身重のガールフレンドを残し1975年4月24日に「スタンを道連れにする」という意味深な遺書を書いて自宅のガレージで首吊り自殺を遂げる。娘が誕生したのは彼の死の一ヶ月後であった。
これにより、バンドは一時終焉を迎えた。

#### ピートの死後
ピートの自殺の翌年の1月5日、バンドをアップル・レコードと契約させるために奔走したマル・エヴァンスが警官に撃たれ死亡した。
ピートの自殺から3年後の1978年、ジョーイとジョー・タンシンの行っていたセッションにトムを迎えて、バッドフィンガーが再結成され、エレクトラ・レコードと契約。ニッキー・ホプキンスらセッションミュージシャンのサポートの下、『エアウェイヴス（原題:Airwaves）』のレコーディングが行われる。
レコーディング終了後にジョーが脱退。その後、ドラムスにピーター・クラーク（元スティーラーズ・ホイール）、キーボードにトニー・ケイ（元イエス、フラッシュ、バジャー 、ディテクティヴ）、セカンド・ギタリストにボブ・シェルをツアーメンバーに加えて、アルバムのプロモーションとツアーを行った。これ程の注力にもかかわらず以前の人気は戻らないまま、エレクトラ・レコードとの契約もこの1枚で終わってしまった。
しかしながら、トムとジョーイはトニーを正式メンバーに昇格させ、レディオ・レコードと契約し、『セイ・ノー・モア（原題:Say No More）』をレコーディングし発表。発表後間もなく、トムとジョーイは互いに袂を分かつこととなった。そして、彼らはそれぞれバッドフィンガーを名乗り、2つのバッドフィンガーが存在することとなった。
やがて「ウィズアウト・ユー」の利権を巡りトムとジョーイが対立し、訴訟へ。そして、1983年11月19日、訴訟に疲れ果てたトムは自宅の庭の木で首吊り自殺を遂げ、バッドフィンガーの歴史に完全に終止符が打たれた。
その後、マイクは2005年10月4日、就寝中のクモ膜下出血により死去。
ジョーイは数枚のソロ・アルバムや「ジョーイ・モーランズ・バッドフィンガー（Joey Molland's Badfinger）」としてのライブ等、精力的に活動を続けていたが、2024年12月頃より体調を崩し、2025年3月1日に亡くなった。
これにより、バッドフィンガー全盛期のメンバーは全員が他界した。

## メンバー

### クラシックメンバー
- ピート・ハム（1961年 - 1975年、ボーカル、ギター、キーボード） 1975年没
- トム・エヴァンズ（1967年 - 1975年、1978年 - 1983年、ボーカル、ギター→ベース） 1983年没
- マイク・ギビンズ（1965年 - 1975年、1982年 - 1983年、ドラムス） 2005年没
- ジョーイ・モーランド（1970年 - 1974年、1978年 - 1983年、ボーカル、ギター） 元ゲリー・ウォーカー&ザ・レイン、2025年没

### 主な歴代メンバー
- デヴィッド・ジェンキンズ（1961年 - 1967年、ギター）
- ロン・グリフィス（1961年 - 1969年、ボーカル、ベース）
- ボブ・ジャクソン（1974年 - 1975年、1983年、ボーカル、ギター、キーボード） 元インディアン・サマー
- ジョー・タンシン（1978年、ギター、ボーカル）
- トニー・ケイ（1979年 - 1981年、ピアノ、キーボード） 元イエス、フラッシュ、バジャー 、ディテクティヴ

一般的にピート、トム、マイク、ジョーイの4人をバッドフィンガー、ピート、トム、マイク、ロンの4人をアイヴィーズと称されることが多い。

## ディスコグラフィ

### スタジオ・アルバム
- 『メイビー・トゥモロウ』 - Maybe Tomorrow (1969年) ※アイビーズ名義
- 『マジック・クリスチャン・ミュージック』 - Magic Christian Music (1970年) ※全米55位
- 『ノー・ダイス』 - No Dice (1970年) ※全米28位
- 『ストレート・アップ』 - Straight Up (1971年) ※全米31位
- 『アス』 - Ass (1973年) ※全米122位
- 『涙の旅路』 - Badfinger (1974年) ※全米131位
- 『素敵な君』 - Wish You Were Here (1974年) ※全米148位
- 『エアウェイヴス』 - Airwaves (1979年) ※全米125位。旧邦題『ガラスの恋人』
- 『セイ・ノー・モア』 Say No More (1981年) ※全米155位
- 『ヘッド・ファースト』 - Head First (2000年) ※1974年録音

### ライブ・アルバム
- 『デイ・アフター・デイ・ライブ '74』 - Day After Day: Live (1990年)
- 『BBC イン・コンサート』 - BBC in Concert 1972–1973 (1997年)
- Live 83 – DBA-BFR (2002年)

### コンピレーション・アルバム
- Shine On (1989年) ※イギリスのみ
- The Best of Badfinger, Vol. 2 (1990年)
- 『ベスト・オブ・バッドフィンガー』 - Come and Get It: The Best of Badfinger (1995年)
- 『ヴェリー・ベスト・オブ・バッドフィンガー』 - The Very Best of Badfinger (2000年)
- Apple Records Extra: Badfinger (2010年)
- 『永遠のバッドフィンガー - オールタイム・ベスト・アルバム』 - Timeless...The Musical Legacy (2013年)

### シングル
- 「メイビー・トゥモロウ」 - "Maybe Tomorrow" (1969年) ※アイビーズ名義。日本ではバッドフィンガー名義で「明日を求めて」の邦題で再発あり。全米67位
- 「いとしのアンジー」 - "Dear Angie" (1969年) ※アイビーズ名義
- 「マジック・クリスチャンのテーマ」 - "Come and Get It" (1969年) ※全米7位
- 「嵐の恋」 - "No Matter What" (1970年) ※全米8位
- 「デイ・アフター・デイ」 - "Day After Day" (1971年) ※全米4位
- 「ベイビー・ブルー」 - "Baby Blue" (1972年) ※全米14位
- 「明日の風」 - "Cally On Till Tomorrow" (1972年) ※日本のみ
- 「なつかしのアップル」 - "Apple of My Eye" (1973年) ※全米102位
- "Love Is Easy" (1974年)
- 「涙の旅路」 - "I Miss You" (1974年)
- 「誰も知らない」 - "Know One Knows" (1975年)
- 「美しき愛のゆくえ」 - "Lost Inside Your Love" (1979年)
- 「ガラスの恋人」 - "Love Is Gonna Come at Last" (1979年) ※全米69位
- 「ホールド・オン」 - "Hold On" (1981年) ※全米56位
- "I Got You" (1981年)
- "Because I Love You" (1981年)